# Abhishek Nayar
Abhishek Mohan Nayar (* 8. Oktober 1983 in Secunderabad) ist ein indischer Profi-Cricket-Spieler, der für das Mumbai-Cricket Team First-Class Cricket und für die Mumbai Indians in der Indian Premier League spielt. Er ist ein Allroundspieler, der linkshändig schlägt.
Abhishek ist der Sohn von Mohan und Lekha Nair. Seine Eltern stammen aus Neyyattinkara in Kerala.